# Miguel Sanó
Miguel Ángel Jean Sanó (11 de mayo de 1993) es un tercera base y bateador designado dominicano de béisbol profesional que juega para Los Angeles Angels de la Major League Baseball.

## Trayectoria

### Reclutamiento y primeros años
Sanó, que es hijo de un inmigrante haitiano, fue objeto de una fuerte puja por varios equipos de la Major League Baseball para ser reclutado en 2009. Concretamente Pittsburgh Pirates, Cleveland Indians, Baltimore Orioles, New York Yankees, Boston Red Sox y Minnesota Twins le presentaron ofertas contractuales, siendo los Twins los que consiguieron convencer al jugador (buena parte del proceso de negociaciones puede verse en el documental Ballplayer: Pelotero de 2012). Durante ese periodo hubo una investigación sobre la identidad de Sanó, focalizándose específicamente en averiguar la fecha de nacimiento real del jugador, dado que la MLB quería evitar otro caso de falsificación de edad tan comunes entre los dominicanos. Al no poder hallar pruebas que desmintiesen lo que Sanó sostenía, se dio por válida su edad de 16 años.
Antes de llegar a las Grandes Ligas, Sanó jugó durante varios años con diversos equipos afiliados de los Twins en ligas de novatos, Clase A Fuerte y Doble A. Asimismo también actuó durante la temporada invernal en la Liga de Béisbol Profesional de la República Dominicana con las Estrellas Orientales.

### Minnesota Twins

#### 2015-2016
Los Mellizos de Minnesota promovieron a Sanó a las Grandes Ligas el 2 de julio de 2015, y registró su primer hit ese día. Jugó principalmente como bateador designado, y ganó el premio al Novato del Mes de la Liga Americana (AL) en agosto de 2015, culminando la temporada con 18 jonrones en 80 juegos para los Mellizos. Terminó tercero en la votación del Novato del Año de la Liga Americana, detrás de Carlos Correa y Francisco Lindor.
Con Trevor Plouffe en la tercera base y Joe Mauer movido a primera base, Sanó inició la temporada 2016 como el jardinero derecho de los Mellizos. Fue colocado en la lista de lesionados el 1 de junio con una lesión en el tendón de la corva, y regresó casi un mes después. Terminó la temporada jugando en la tercera base cuando Plouffe se lesionó. Registró 25 jonrones y 66 carreras impulsadas a pesar de recibir una alarmante cantidad de 178 ponches en solo 437 turnos al bate.

#### 2017
El 3 de abril de 2017, Sanó conectó un jonrón solitario, recibió una base por bolas con las bases llenas y anotó dos carreras en el juego del Día Inaugural contra los Reales de Kansas City. Fue invitado al Juego de Estrellas por primera vez en su carrera y participó en el derbi de Jonrones, perdiendo en la final ante Aaron Judge. Terminó la temporada con promedio de bateo de .264, 28 jonrones y 78 impulsadas en solo 118 juegos, debido a una lesión en la espinilla izquierda que sufrió el 18 de agosto.

#### 2018
Sanó se perdió la mayor parte de mayo de 2018 debido a un problema en el tendón de la corva. En sus primeros 37 juegos, compiló un promedio de bateo de (.203), siete jonrones y 27 carreras impulsadas. El 14 de junio fue degradado a Clase A Advanced Fort Myers. El 20 de julio fue ascendido a Clase AAA Rochester Red Wings. El 27 de julio se reincorporó a los Mellizos después de que Eduardo Escobar fuera cambiado a los Arizona Diamondbacks. Al final de la temporada, Sanó bateó (.199) con 13 jonrones y 41 carreras impulsadas.

#### 2019
En marzo de 2019, Sanó se sometió a una cirugía en el tendón de Aquiles. Regresó a la alineación en mayo de 2019. En 2019 bateó (.247 / .346 / .576) con 34 jonrones y 79 carreras impulsadas. Lideró las ligas mayores en porcentaje de bolas pegadas con fuerza, con un 57,2%.

#### 2020
En 2020, Sanó bateó (.204 / .278 / .478) con 13 jonrones y 25 carreras impulsadas durante la temporada corta de 60 juegos, liderando las mayores con 90 ponches en 186 turnos al bate.